# 애인 (드라마)
《애인》(愛人)은 1996년 9월 2일부터 1996년 10월 22일까지 대한민국의 문화방송에서 방영된 월화 미니시리즈이다.
사회적으로 안정되었으나 저마다의 고독을 안고 살아가는 30대 남성이 겪는 사랑의 관점을 조명한 이창순 감독의 작품이다.
가정을 가진 30대 남녀의 만남과 헤어짐을 그린 작품으로 '아름다운 불륜'이라는 말을 유행시킬 만큼 당시 사회에 불륜 신드롬을 불러일으켰다.
또한 드라마에 삽입되었던 독일 출신 Carry & Ron의 〈I.O.U〉가 큰 인기를 누렸다.
한편, 절제된 화면과 간결하고 압축된 대사, 깔끔한 진행 등으로 호평을 받았으나 불륜을 미화했다는 혹평을 받아야 했다.
아울러, 혼인의 신성함과 건전한 가족의 가치를 존중하지 않았다는 등의 이유 때문에 방송위원회로부터 '경고' 조치를 받았다.
그리고 2019년 개국한 MBC ON에서 다시 방송 중이다.

## 등장 인물

### 주요 인물
- 유동근 : 정운오 역
- 황신혜 : 윤여경 역
- 김병세 : 김우혁 역. 여경의 남편
- 이응경 : 이명애 역. 운오의 아내

### 그 외
- 김승환 : 서기철 역. 운오의 친구
- 하유미 : 김혜리 역. 기철의 아내
- 맹상훈 : 최석권 역
- 이미경 : 우승진 역. 여경의 친구
- 양정아 : 우승미 역
- 정영숙 : 명애의 어머니 역
- 최은숙 : 박영자 역. 여경의 어머니
- 김초연 : 김마리 역. 우혁과 여경의 딸
- 백성현 : 정진수 역. 운오와 명애의 큰 아들
- 김성은 : 정경수 역. 운오와 명애의 작은아들
- 박영태
- 양동재
- 손민우
- 김수현
- 김소연
- 남성훈

## 사회현상
당시 드라마 속에서 황신혜가 착용하고 나온 구찌 핸드백, 펜던트 모양의 목걸이는 큰 인기를 끌었고, 유동근이 황신혜에게 선물한 머리핀은 '황신혜 머리핀'으로 불리며 불티나게 팔렸다.